# Marczinka Zoltán
Dr. Marczinka Zoltán (Adony, 1962. augusztus 1. –), magyar kézilabdaedző, tanár, nemzetközi hírű kézilabda-szakember. 1997–2000 között az ausztrál férfi kézilabda-válogatott szövetségi kapitánya volt, részt vett a Sydney-ben rendezett olimpián. 1993-ban angol nyelven jelent meg a Playing Handball című átfogó tanulmánya a sportágról, amelyet a nemzetközi kézilabda társadalom a világ legjobb, ilyen tárgyú szakkönyvének tart.[forrás?]

## Életpálya
A Fejér megyei Adonyban született, édesapja Marczinka László (1925–2004) pedagógusként, édesanyja, született Pajer Erzsébet (1932–2017) az adonyi postahivatal vezetőjeként dolgozott.
A Székesfehérvári József Attila Gimnáziumban (korábbi és jelenlegi neve: Ciszterci Szent István Gimnázium) érettségizett, majd a Pécsi Janus Pannonius Tudományegyetem Tanárképző Karának földrajz-testnevelés szakán szerzett diplomát 1985-ben. Még ugyanebben az évben középfokú kézilabda-edzői képesítést is szerzett a Budapesti Testnevelési Főiskola edzői szakán. Ezután Százhalombattára, a Dunai Kőolaj NB I/B-s kézilabdacsapatába igazolt, és a MOL-nál kapott sportállást.
1988-89-ben két éven át utazott a világban. Először Kanadában tartózkodott hosszabb időn át, ám itt sem szakadt el teljesen a kézilabdától, aztán egy évre Ausztráliába költözött. Rövid magyarországi kitérő után Ausztráliában telepedett le, itt megnősült, és – miközben még játékosként is aktív maradt – elindult a kézilabda-edzői pályafutása. Először a New South-Wales tartományi ifi- és junior-válogatottnál dolgozott, eközben Sydney-ben sportág-népszerűsítő előadásokat és bemutató edzéseket tartott. 1991-ben az ausztrál kézilabda-válogatott játékosaként Hiroshimában részt vett az Ázsia-bajnokságon.
Ekkortájt kezdett el dolgozni a Playing Handball – A comprehensive study of the game című könyvén, amely a sportág alapjaitól kezdve a technikai-taktikai felkészítésig a szakma minden területét átfogó rendszerező könyv. Nemzetközi szakmai berkekben ezt a munkát a kézilabdázás alapművének tartják.
1993-ban Budapesten jelent meg az angol nyelvű “Playing Handball”, amely a Nemzetközi Kézilabda-szövetség (IHF) hivatalos tankönyve lett. Ennek magyar nyelvű változatát a “Kézilabdázás” című szakkönyvet a Magyar Kézilabda Szövetség (MKSZ) kérésére és támogatásával 1994-ben adta ki a TRIO Budapest Kiadó.
Aktív játékos pályafutása befejeztével 1997-től az ausztrál férfi kézilabda-válogatott szövetségi kapitánya lett (ő vezette a csapatot az egyiptomi világbajnokságon (1999), és a Sydney-i nyári olimpiai játékokon (2000). 2001-ben visszajött Magyarországra, 2 évig a szentendrei férfi NBI/B-s kézilabdacsapat edzője lett, eközben a Nemzetközi Kézilabda Szövetség (IHF) előadójaként 2001-től világszerte edzői kurzusokat vezetett. 2003-tól Mocsai Lajos szövetségi kapitány segítőjeként a magyar női kézilabda-válogatott edzője lett, és ebben a minőségében vett részt a horvátországi világbajnokságon (itt ezüstérmet szerzett a válogatott), valamint a 2004-es athéni nyári olimpiai játékokon (5. hely).
A 2004-ben Magyarországon megrendezett 6. női kézilabda-Európa-bajnokság szervezőbizottságának sportigazgató-helyettese volt, majd ugyanebben az évben az Európai Kézilabda Szövetség (EHF) előadója lett. 2005-ben egy idényben edzette a Bp. Spartacus női NBI-es csapatát. 2007-ben az Ausztrál Fitness Akadémián erőnléti edző/személyi edző szakon mesteredző képesítést szerzett. 2009-től egy négyéves ciklusig a Nemzetközi Kézilabda Szövetség Módszertani Bizottságának választott tagja.
2007-2009 között a hazai rendezésű Női Junior Európa-bajnokság sportigazgatója. 2009-ben edzőként visszatért a magyar női kézilabda-válogatotthoz: a 2009-es kínai világbajnokságon (9. hely) és a 2010-es norvég-dán közös rendezésű Európa-bajnokságon (10. hely) Mátéfi Eszter szövetségi kapitány munkáját segítette.
2010-2011-ben a Semmelweis Tudományegyetem Testnevelési és Sporttudományi Karán szerzett MSc Okleveles Kézilabda Szakedző diplomát, majd felvételt nyert a Varsói Józef Pilsudski Testnevelési Egyetem Doktori iskolájába, ahol 2015-ben doktori címet szerzett. 2012-től Budapesten a Magyar Kézilabda Szövetség keretén belül létrehozott Nemzetközi Edzőképző Központ (NEK) vezetője, 2013-ban az Európai kézilabda Szövetség (EHF) mesteredzője. 2013 novemberében a Magyar Kézilabda Szövetség kinevezte a magyar-horvát rendezésű 2014. decemberi Női Kézilabda Európa-bajnokság szervezőbizottságának ügyvezető igazgatójává. 2015 és 2017 között az MKSZ szakmai igazgatója, később sportigazgatója, jelenleg NEK igazgató.
A  Magyar Testnevelési Egyetem Sportjáték tanszékének adjunktusaként 2017-es indításától kezdve kézilabdázást tanít a BA alapszakon. 2022-be az angol nyelvű BA szakedzőképzés tematikájának kidolgozója, majd a képzés szakfelelőse.   
2015-2017 között a Magyar Kézilabda Szövetség szakmai igazgatója, később sportigazgatója, napjainkban NEK igazgató. A Nemzetközi Edzőképző Központ szakkönyvsorozatában kiadott valamennyi könyvének szerkesztője és társszerzője. Munkásságáért 2015-ben a „Magyar Kézilabdázásért” elismerő oklevelet kapta. 
2017 től a Budapesti Testnevelési Egyetem Sportjáték Tanszékének adjunktusa, a BA szakedzőképzés kézilabdázás tárgyának tanára. A 2022-ben angol nyelven is elinduló szakedző alapszak tematikájának kidolgozója, majd kinevezett szakfelelőse.
2015-2017 között a Magyar Kézilabda Szövetség szakmai igazgatója, később sportigazgatója, napjainkban NEK igazgató. A Nemzetközi Edzőképző Központ szakkönyvsorozatában kiadott valamennyi könyvének szerkesztője és társszerzője. Munkásságáért 2015-ben a „Magyar Kézilabdázásért” elismerő oklevelet kapta. 
2017 től a Budapesti Testnevelési Egyetem Sportjáték Tanszékének adjunktusa, a BA szakedzőképzés kézilabdázás tárgyának tanára. A 2022-ben angol nyelven is elinduló szakedző alapszak tematikájának kidolgozója, majd kinevezett szakfelelőse.

## Magánélet
Ausztráliában ismerkedett meg olasz származású feleségével, a középiskolai nyelvtanár Marilenával, középiskolai nyelvtanárnővel, akivel 1990-ben kötött házasságot és Sydney-ben telepedtek le. Két gyermekük született, Tamás és Réka; gyermekei magyarul, olaszul és angolul egyaránt felsőfokon beszélnek. Tamás a Testnevelési Egyetem alap-, majd mesterképzésének elvégzése után a Puskás Labdarúgó Akadémián edző, majd nemzetközi igazgató, napjainkban labdarúgó módszertani központ vezető. Réka az Eötvös Lóránd Tudományegyetem pszichológia alapszakának elvégzése után a hollandiai Leiden egyetem mesterszakán klinikai pszichológus végzettséget szerzett.  

## Érdekességek
1988-ban nyelvtanulás, kalandvágy, valamint szakirányú ismeretszerzés céljából két évet utazott, külföldön töltött. Eközben járt Japánban, élt és dolgozott Kanadában, valamint Ausztráliában és Jamaicán is eltöltött hosszabb időt.